# 父子星
「父子星」（おやこぼし）は、1980年にリリースされた三橋美智也のシングル。

## 解説
- 父親の息子に対する愛情を歌ったものであり、1967年に発売される予定であったが、歌詞の内容が離婚直後に生々しすぎるとの判断から、お蔵入りされていた。レコードには音楽評論家・本橋栄治の「父子星誕生秘話」が掲載されている。
- B面「哀唱琴の湖」は1978年に歌手生活25周年を記念してリリースされたアルバム「三橋美智也民謡の世界」に収録された新民謡で、青森県の十三湖を舞台にしている。

## 収録曲
1. 父子星
  - 作詞:横井弘／作曲:細川潤一／編曲:白石十四男
2. 哀唱琴の湖
  - 作詞:東次郎／作曲・編曲:桜田誠一

| スタブアイコン | サブスタブ | この項目は、まだ閲覧者の調べものの参照としては役立たない、シングルに関連した書きかけの項目です。この項目を加筆・訂正などしてくださる協力者を求めています（P:音楽/PJ:楽曲）。 |